# Job 33
Job 33 es el capítulo 33 de capítulo del Libro de Job en la Biblia hebrea o el Antiguo Testamento de la cristiana . El libro es anónimo; la mayoría de los estudiosos creen que fue escrito alrededor del siglo VI a. C. Este capítulo recoge el discurso de Eliú, que pertenece a la sección «Veredictos» del libro, que comprende Job 32:1–42:6.

## Texto
El texto original está escrito en lengua hebrea. Este capítulo se divide en 33 versículos.

### Testimonios textuales
Algunos manuscritos antiguos que contienen el texto de este capítulo en hebreo pertenecen al Texto masorético, que incluye el Códice de Alepo (siglo X) y el Codex Leningradensis (1008). Se encontraron fragmentos que contienen partes de este capítulo en hebreo entre los Rollos del Mar Muerto, incluyendo 4Q100 (4QJobb; 50–1 a. C.) con los versículos 15–17 conservados.

## Análisis
La estructura del libro es la siguiente:
- El prólogo (capítulos 1-2)
- El diálogo (capítulos 3-31)
- Los veredictos (32:1-42:6)
- El epílogo (42:7-17)

Dentro de la estructura, el capítulo 33 se agrupa en la sección Veredicto con el siguiente esquema:
- El veredicto de Eliú (32:1–37:24)
  - Introducción en prosa de Eliú (32:1–5)
  - La apología de Eliú (32:6-22)
  - Transición de la apología al argumento (33:1-7)
  - Primer discurso de Eliú (33:8-33)
    - Cita de las acusaciones de Job (33:8-11)
    - Job está equivocado (33:12–14)
    - Dios habla a través de los sueños (33:15–18)
    - Dios habla a través del sufrimiento (33:19–22)
    - Un mediador angelical (33:23–30)
    - Solicitud de una respuesta (33:31–33)

  - Segundo discurso de Eliú (34:1-37)
  - Tercer discurso de Eliú (35:1-16)
  - Cuarto discurso de Eliú (36:1-37:24)
- Aparición de Dios (discursos de Yahvé) y respuestas de Job (38:1-42:6)
  - Primer discurso de Dios (38:1-40:2)
  - Primera respuesta de Job: una respuesta insuficiente (40:3-5)
  - Segundo discurso de Dios (40:6-41:34)
  - Segunda respuesta de Job (42:1-6)

La sección que contiene los discursos de Eliú sirve de puente entre el diálogo (capítulos 3–31) y los discursos de YHWH (capítulos 38–41). Hay una introducción en forma de prosa (Job 32:1–5), que describe la identidad de Eliú y las circunstancias que le llevan a hablar (a partir de Job 32:6). Toda la sección del discurso puede dividirse formalmente en cuatro monólogos, cada uno de los cuales comienza con una fórmula similar (Job 32:6; 34:1; 35:1; 36:1). El primer monólogo de Eliú va precedido de una apología (justificación) por hablar (Job 32:6-22) y una parte transitoria que introduce los argumentos principales de Eliú (Job 33:1-7) antes de que comience formalmente el discurso (Job 33:8-33).

En los tres primeros discursos, Eliú cita y luego refuta las acusaciones específicas de Job en el diálogo anterior:
| Acusaciones de Job | Respuesta de Eliú |
| ------------------ | ----------------- |
| Job 33:8–11        | Job 33:12–30      |
| Job 34:5–9         | Job 34:10–33      |
| Job 35:2–3         | Job 35:4–13       |

El primer discurso del capítulo 33 comienza con una cita de las acusaciones de Job (Job 33:8-11), seguida de un rechazo al argumento de Job sobre el silencio de Dios (Job 33:12-13), ya que, según Eliú, Dios habla de diversas maneras (Job 33:14): a través de los sueños (Job 33:15-18), a través del sufrimiento (Job 33:19-22) y a través de mensajeros (ángeles; Job 33:23-28), por lo que ahora Eliú desafía a Job a que le escuche (Job 33:29-33).
En los capítulos 36-37, Eliú deja de refutar las acusaciones de Job, pero expone sus conclusiones y su veredicto:
1. Una llamada a Job (Job 36:1-21)
2. Un himno de alabanza a Dios como creador (Job 36:22-37:13)
3. Un discurso final a Job (Job 37:14-24)[16]

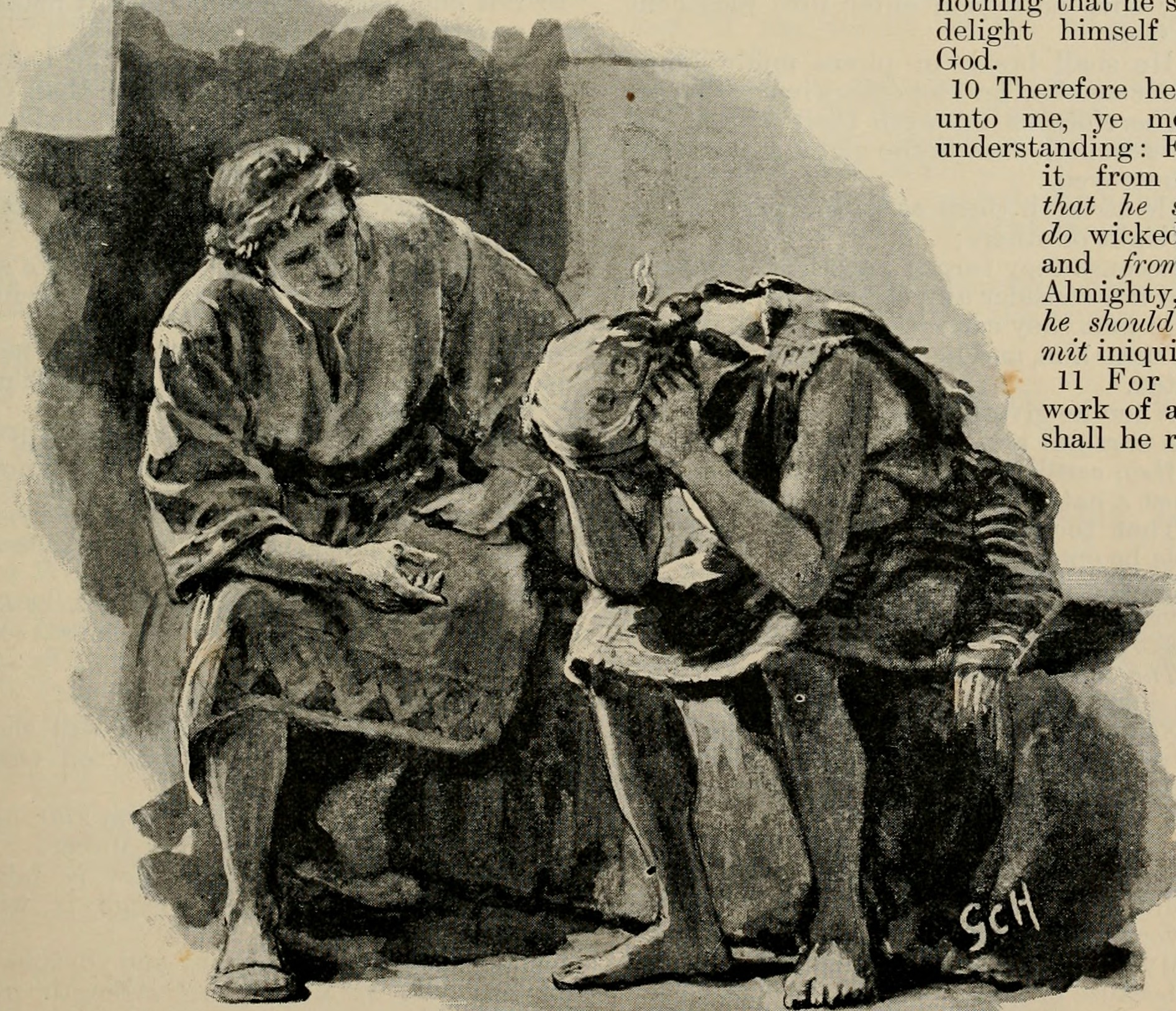
«Eliú habla con Job», de: La Biblia ilustrada, que comprende el Antiguo y el Nuevo Testamento, con numerosas ilustraciones (1896), Londres: G. Newnes.

## Preámbulo al discurso de Eliú (33:1–7)
La sección comienza con Eliú dirigiéndose a Job por su nombre (los amigos de Job nunca mencionaron el nombre de Job), afirmando que, como ser humano, puede hablarle a Job como a un igual (versículo 4), porque ambos han sido creados por su creador (versículo 6b; cf. Isaías 45:9). Eliú afirma que habla con «rectitud de corazón» y «labios puros y sinceros» (versículo 3; cf. «el aliento del Todopoderoso» en el versículo 4), por lo que sus palabras conducirán a una mejor comprensión, ya que desafía pero al mismo tiempo tranquiliza a Job (versículos 6-7).

### Versículo 4
[Eliú dijo:] «El Espíritu de Dios me ha creado,
y el aliento del Todopoderoso me ha dado vida.
- «El Espíritu de Dios»: traducido de la frase en hebreo רֽוּחַ־אֵ֥ל, «rūakh-’êl»,[20] junto con la frase «el aliento del Todopoderoso» (נִשְׁמַ֖ת שַׁדַּ֣י, nish-maṯ shad-day»,[20]) se hace eco de Job 32:8 en el sentido de que Eliú está poseído por la sabiduría, y aquí se centra en el aspecto funcional de la creación que da vida.[21][22]
- «Me ha dado vida»: traducido del verbo en hebreo תְּחַיֵּנִי, “'tekhayyênî”', utilizando el imperfecto Piel del verbo «vivir», por lo que puede significar «me da vida» o «me vivifica, me anima».[23]

## Primera intervención de Eliú (33:8–33)
Eliú cita lo que ha oído de las acusaciones de Job (versículos 8–11), en las que Job mantiene su inocencia (citado cuatro veces en el versículo 9), mientras que Job siente que Dios le ha hecho injusticia (citado cuatro veces en los versículos 10–11; cf. Job 10:6–7; 13:23 en Job 33:10a; Job 13:24b en Job 33:10b; Job 13:27 en Job 33:11). Eliú centra su respuesta únicamente en las palabras pronunciadas entre Job y sus amigos, no en las acciones previas de Job, sino en cómo hablar correctamente sobre Dios, por lo que Eliú básicamente está emitiendo un veredicto sobre el debate. Al abordar el enfoque legal de Job, Eliú entiende correctamente que la búsqueda de Job por el litigio era principalmente para que Dios respondiera a sus preguntas, por lo que Eliú da tres ejemplos de cómo Dios habla a las personas, aunque los humanos a menudo no pueden percibir la respuesta (versículo 14; cf. Job 34:23):
1. Dios habla a través de los sueños (versículos 15-18)
2. Dios habla a través del sufrimiento (versículos 19-22)
3. Dios habla a través de un mediador (versículos 23-30; un «mensajero» o «ángel»)[28]

El discurso concluye con una exhortación a Job (llamado por su nombre, cf. Job 33:1) para que hable, aunque el tono de las declaraciones sugiere que Job solo debe «prestar atención» y «escuchar» (versículos 31-33).

### Versículos 23–25
[Eliú dijo:] 23 «00Si hay un mensajero para él,
«un intérprete, uno entre mil,
«para mostrar al hombre lo que es recto para él,
24 «entonces Él es misericordioso con él, y dice:
Libéralo de descender al abismo;
He hallado rescate.
25 Su carne será más fresca que la de un niño;
volverá a los días de su juventud;
- "Mensajero»: traducido del hebreo מַלְאָ֗ךְ «mal-’āḵ»,[31] que a menudo se traduce como «ángel», que podría ser un ser humano o celestial.[32] Este mensajero interpretará/mediará la voluntad de Dios, y podría ser «uno de los miles de mensajeros» a disposición de Dios o un mensajero único (cf. Eclesiastés 7:28; Job 9:3).[32]
- «Será más fresco»: traducido de la palabra hebrea רֻטֲפַשׁ, «rutafash», que no se encuentra en ningún otro lugar de la Biblia en hebreo, y que puede interpretarse basándose en la palabra hebrea יִרְטַב, “'yirtav”', «volverse fresco», con una conexión con רָטַב, “'ratav”', «estar bien regado [o húmedo]», o como una combinación de רָטַב, “'ratav”' («estar bien regado»), y טָפַשׁ, “'tafash”' («engordar»).[33]

## Comentarios

### De la Iglesia católica

#### A todo el capítulo
El tono general del discurso resalta más la elocuencia de Elihú que la comprensión del sufrimiento de Job. Aunque contiene enseñanzas valiosas sobre la trascendencia divina, la comunicación de Dios en sueños o a través del dolor, y la necesidad de rectitud y humildad, su insistencia en la corrección y las interpelaciones retóricas crean distancia con quien padece. La perorata parece diseñada para impresionar y mostrar dominio en el debate, más que para acompañar o consolar al afligido, lo que refleja una mezcla de verdad teológica con orgullo humano que puede resultar irritante para el lector.

La soberbia es desagradable, también humanamente: el que se considera superior a todos y a todo, está continuamente contemplándose a sí mismo y despreciando a los demás, que le corresponden burlándose de su vana fatuidad.